# Diospyros tetrandra
Diospyros tetrandra är en tvåhjärtbladig växtart som beskrevs av William Philip Hiern. Diospyros tetrandra ingår i släktet Diospyros och familjen Ebenaceae. Inga underarter finns listade i Catalogue of Life.